# 陸奥イソ
陸奥 イソ（むつ イソ、1868年?5月6日 - 1930年6月8日）は、イギリス・イングランド・オックスフォード出身の作家、英語教師。出生名はガートルード・エセル・パッシングハム（英: Gertrude Ethel Passingham）。陸奥廣吉と17年に及ぶ交際を経て結婚、来日し、神奈川県鎌倉郡鎌倉町（現・鎌倉市）に暮らした。『鎌倉、その事実と伝説』の著作がある。ジャーナリスト、映画監督・プロデューサーの陸奥イアン陽之助は長男。

## 生涯

### 出生
エセルは、体育教師のトレメンヒア・パッシングハムとメーリー夫妻の長女として1864年もしくは1868年5月6日に誕生した。1871年と1881年の国勢調査では学校に在籍している。幼少期からヴァイオリンを習っていたという。彼女の実家はヴィクトリア朝の中流階級であったが、さほど裕福ではなかった。当時の中流階級は住み込みの使用人を雇うのが普通だったが、1891年の国勢調査では使用人が一人もいなかった。

### 陸奥廣吉との出会い、別離、結婚
1888年、エセルはイギリスに留学してきた陸奥廣吉と出会う。パッシングハム家は廣吉の下宿先でもあった。1889年には彼がアメリカ合衆国に行き一時的に離れるが、彼が日本へ帰国する1893年まで日常的に交流していた。1893年の帰国の際、2人は結婚の約束をしたが、廣吉の父・陸奥宗光の反対により、結婚は宗光の死後まで引き伸ばされることになる。1899年4月10日、廣吉とアメリカ合衆国で再会。1900年5月8日に2人きりで過ごしていたことが報道され、このことで別居することになり、さらに廣吉の養母亮子の体調不良で1900年8月に廣吉が帰国した。また廣吉の日記に、結婚前に生理が来ていてホッとしたという記述はアメリカ滞在中のことだと思われる。1901年4月19日、廣吉の招待で初来日。フユという廣吉の妹も出迎えた。廣吉のイタリア赴任により、同年5月には離日し、同年6月にローマに着く。1904年5月に日本に着くまでは、冬子が船上で亡くなるなどの困難があった。
その後、周りの支援もあり、華族であった廣吉と外国人であったエセルは1905年5月9日に外務省、同月12日に宮内省からそれぞれ結婚の許可を受け、翌13日に結婚の登録をした。同年6月に離日し、7月にはロンドンに到着し、同地のアパートに10月に引っ越した。1906年5月には彼女にしては珍しく風邪をひいた。廣吉は林董大使が日本に帰国することで、給料が1800円から2000円に上がっている。1907年1月14日、エセルは二人の医者ブラントとアディルセンが付き添う下、ロンドンのアパートで午後11時20分に、およそ14時間の陣痛の後に長男の陽之助を出産した。産褥熱に罹ったがすぐ快復している。彼女の母乳の出が悪いので、フランス人の乳母を雇っている。同年10月には他の場所に引っ越ししている

### 日本での生活
1910年10月には廣吉一家3人は乳母と一緒に日本に帰国、彼女は高輪の家で過ごした。この間に鎌倉を訪れている。この地が気に入り、廣吉の希望もあり、鎌倉材木座で6854円で家を購入。1500坪の敷地であった。彼女の日本での生活は不定期で秩父宮雍仁親王、三笠宮崇仁親王、東伏見宮依仁親王、依仁親王妃周子に英語を教えに行っていた。また、家の周りを散歩したり、ピアノを弾いたりするのが日課であった。時には三浦環のコンサートにも行った。なお、専属のコックや住み込みの家政婦が居たため、家事は行っていない。1918年には『鎌倉、その事実と伝説』を出版した。1923年の関東大震災では山に逃れて助かったが、この出来事は死ぬまで心労の原因となった。1925年3月、陽之助の留学に伴ってイギリスに行き、この間彼女の妹と再会している。同年10月に日本に戻る。
1928年頃から首の痛み、1929年8月には日焼け跡のただれ、同年には手の震え、不眠症、尿の変色などの不調が現れ、1930年には腹痛が慢性的に起きる症状がでた、さらに同年の5月30日の午後から腹痛で寝たきりになり、その後血尿が大量に出て、高熱を発症し同年6月8日午前9時10分に死去した。　　

## 家族
- 長男 陸奥イアン陽之助　
  - 妻 矢野美和子（1919年 - ）（父：矢野謹二）[9] 1948年7月30日離婚[10]

　　　※陽之助は少なくとも生涯に４度婚姻している。詳しくは陸奥イアン陽之助の項を参照。　　　　　　
- 孫 宗広（1945年生）[9]　1948年7月30日に従母離籍[10]